# Porte de la Vallée
La porte de la Vallée est une maison située aux Rosiers-sur-Loire, en France.

## Localisation
La maison est située dans le département français de Maine-et-Loire, sur la commune des Rosiers-sur-Loire.

## Historique
L'édifice est inscrit au titre des monuments historiques en 1954.